# Aberavon
Aberavon (Aberafan in lingua gallese) è un centro abitato del Galles, situato nel distretto di contea di Neath Port Talbot.